# Campo de San Juan

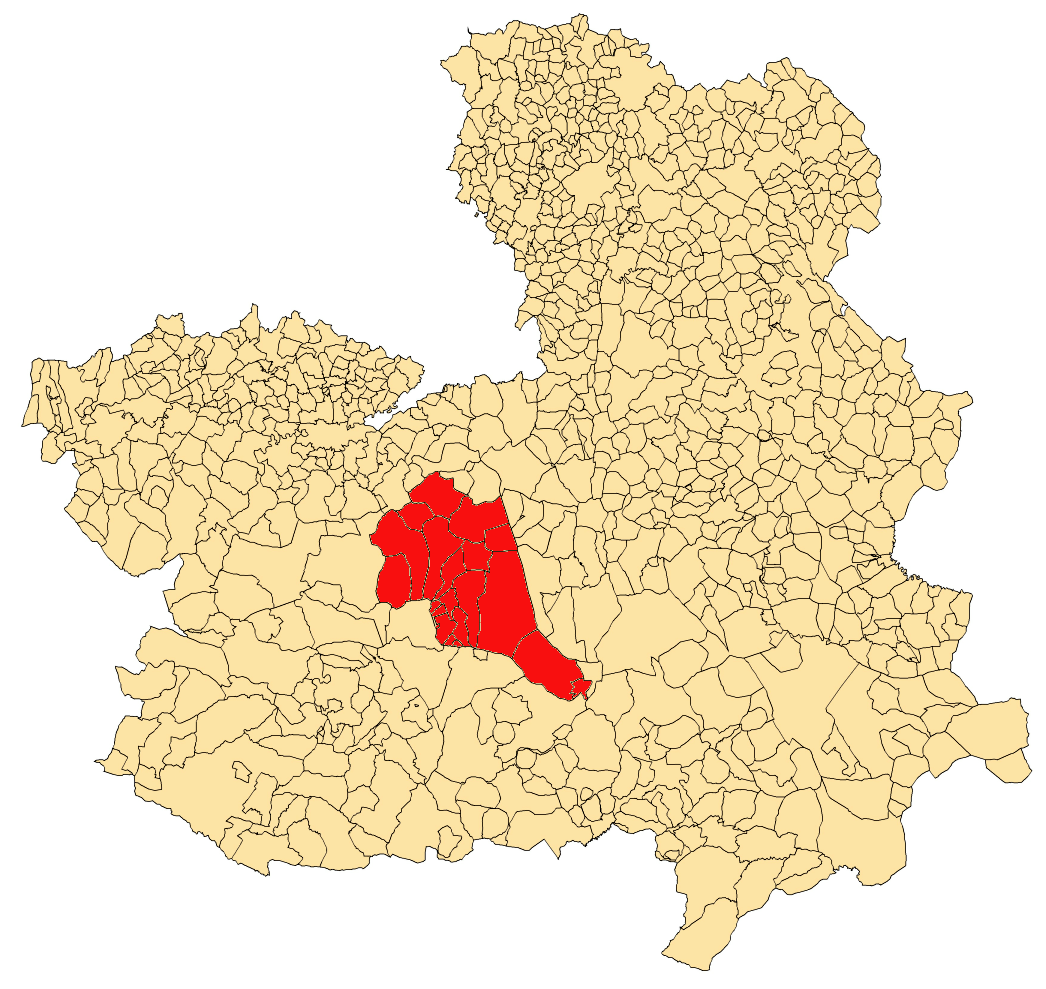
Municipios del campo de San Juan, dentro de Castilla-La Mancha.

El Campo de San Juan es una comarca española de Castilla-La Mancha donde se ubican los diecisiete pueblos que históricamente estuvieron bajo el dominio de la Orden de San Juan, conocida también como Orden Hospitalaria u Orden de Malta. Incluye Municipios de las Provincias de Ciudad Real y Toledo:
- Alcázar de San Juan, incluidas sus pedanías de Alameda de Cervera y Cinco Casas.
- Arenas de San Juan
- Argamasilla de Alba
- Camuñas
- Consuegra
- Herencia
- Las Labores
- Puerto Lápice
- Madridejos
- Quero
- Ruidera
- Tembleque
- Turleque
- Urda
- Villacañas
- Villafranca de los Caballeros
- Villarta de San Juan

Los municipios pertenecientes a Ciudad Real son:
- Alcázar de San Juan
- Arenas de San Juan
- Argamasilla de Alba
- Herencia
- Las Labores
- Puerto Lápice
- Ruidera
- Villarta de San Juan

- Datos: Q2449913
- Multimedia: Campo de San Juan / Q2449913